# Сечевая рада

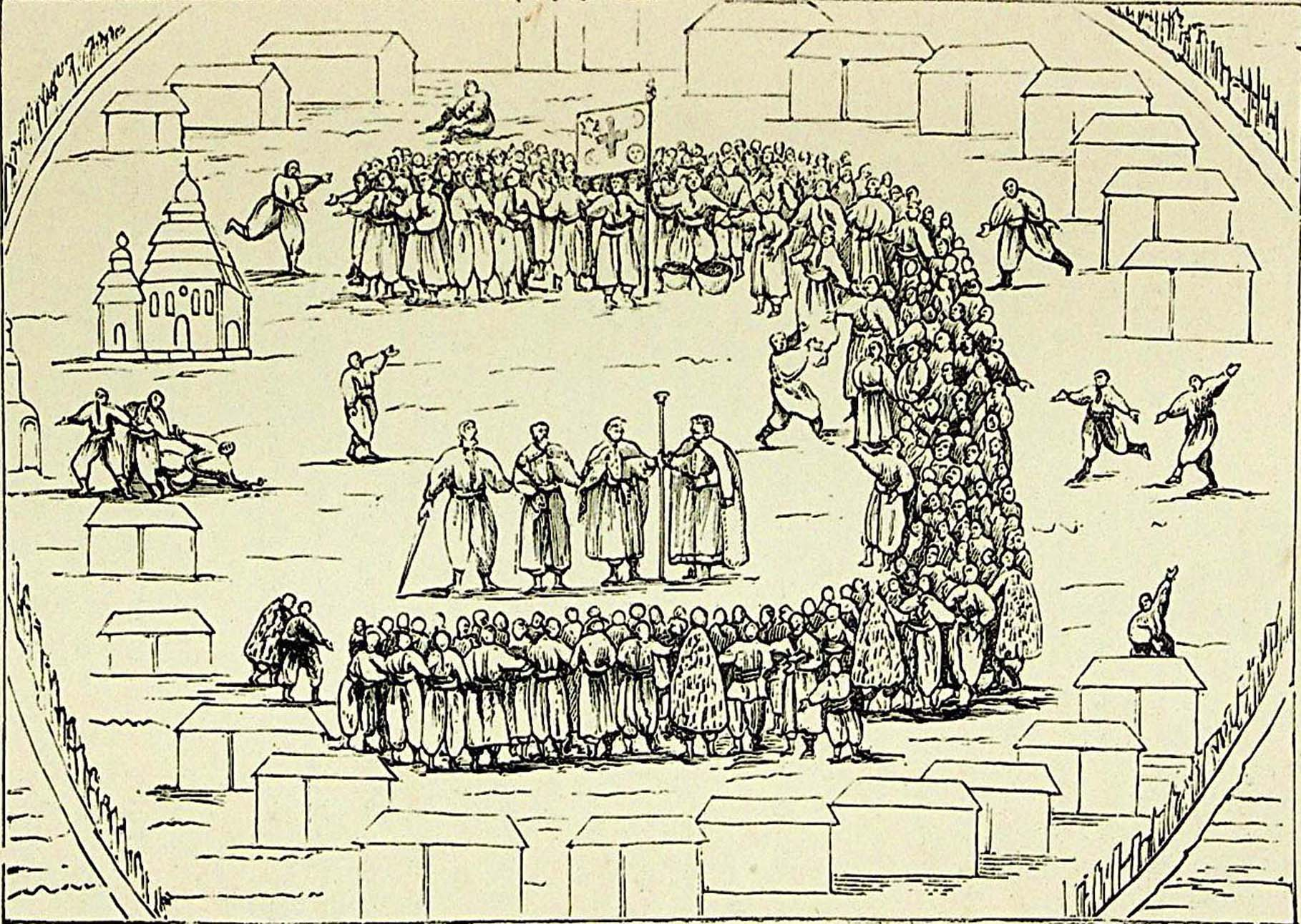
Сечевой совет (рада) (слева православный храм, в верхней части изображения — флаг (хоругвь), по кругу дома Войска Запорожского Низового), гравюра XVIII века.

Сечевой совет (укр. Січова Рада) — совет (рада) товарищества (сечи), высший орган религиозной, законодательной, исполнительной и судебной власти в Запорожской сечи Гетьманщины и Российской империи.
Всякий козак имел право участия в раде, всякий мог быть избран в любую должность.

## История
Когда был образован совет сечи достоверных данных нет, так как полноценного государственного образования на Запорожье не было, а было собрание беглых в Дикое поле, от государственных структур того периода времени. В степи (Дикое поле) стали возникать укреплённые лагеря с небольшими организациями. Это были первые сечи. Здесь не существовало ни феодальной собственности на землю, ни крепостничества, царило формальное равенство между всеми членами общества, и каждое такое товарищество (общество) видно имело свой совет, позже образовалась так называемая Сечь. В России совет (рада) Запорожской сечи избирал главного военачальника (кошевого), позже так называемую войсковую (кошевую) старшину с кошевым атаманов во главе, решала все важнейшие военные, хозяйственные и другие вопросы взаимодействия с высшим руководством России.

Воспоминания запорожца
... Каждые полгода они выбирали военачальника, кошевого, который, отправившись в церковь, торжественно принимал знаки своего достоинства, получаемые им от русской государыни и состоявшие из особой шапки, булавы, пернача, трости и бунчука. Власть его была чисто военной. Он должен был уметь читать, но уметь писать ему не полагалось [Ромм передает здесь очень распространенное, но неверное мнение; в действительности, как известно, среди кошевых встречались очень образованные по тому времени люди], очевидно, для того, чтобы умерить его власть, ограничить возможность новаторства с его стороны в области законов, изданных его предшественниками, знать которые он был обязан, так как читать умел. Ввиду того, что все распоряжения должны были даваться им устно, а не письменно, ему приходилось лично фигурировать при всевозможных обстоятельствах и, так сказать, своей особой гарантировать правильность своих приказаний. Избирали его из благородных казаков, очевидно, с тем, чтобы он мог внушать больше уважения этому воинственному народу и был бы в состоянии им управлять. Дабы привычка повелевать не повела к злоупотреблениям, по истечении полугода его сменяли; однако в случае, если им были довольны, правление его продолжалось. Если же имели в виду избрать кого-нибудь другого, то собирались в определенный день в церкви, где кошевой слагал знаки своего сана, а народ, предварительно подкрепивший свое мужество вином, разбивался на многочисленные партии, старавшиеся протащить каждая своего избранника до дверей святилища; первый, кому удавалось надеть шапку кошевого, становился с этого момента начальником всех куреней, и споры прекращались. Новый кошевой садился на коня и уезжал. От каждого запорожского казака он получал по грошу, или по 2 коп..
Будучи начальником, он, однако же, зависел от общественного мнения, и многие из них бывали вызываемы на суд народа и приговариваемы к наказанию, как всякое рядовое лицо. Последний кошевой был сослан в Соловецкий монастырь, где ему и предстоит окончить свои дни. ...— Жильбер Ромм. «Путешествие в Крым в 1786 г.» — Ленинград: Издание Ленинградского государственного университета, 1941 г. - 79 с.
Собрания Сечевого совета проходили нерегулярно в центре сечевой площади. Право на участие в Сечевом совете имел формально каждый козак, с глубокой религиозностью и ревностной защитой православной веры, вследствие чего его подавляющее большинство состояло из трудового козачества и бедных крестьян (голоты), однако богатые казаки зачастую обеспечивали себе решающее влияние за счёт своего экономического положения, проводя на старшинские должности всех своих кандидатов.
В период Новой Сечи Сечевой совет начала терять свою роль: на её место постепенно пришла Старшинский совет, в котором участвовали бывшие старшины и казаки, а роль Сечевого совета свелась к выслушиванию постановлений старшинского совета. Это вызывало недовольство голоты и приводило сначала к бурным столкновениям, а затем и к выборам на старшинские должности кандидатов трудового казачества (крестьян), которых старшина при поддержке законной власти свергала. Сечевой совет был упразднён в 1775 году вместе с Запорожской сечью.